# Quettehou
Ne pas confondre avec la commune historique de Quettehou.
Quettehou (prononcé [ketu] ou [kɛtu]) est une commune française, située dans le département de la Manche en région Normandie, peuplée de 1 798 habitants.
Elle est créée le 1er janvier 2019 sous le statut de commune nouvelle après la fusion de Quettehou et de Morsalines.

## Géographie

### Localisation
Quettehou est une bourgade située à la pointe nord-est de la péninsule du Cotentin au cœur du Val de Saire entre la baie de Morsalines ou le "Cul de loup" et le bois du Rabey. Elle est bordée à l'est par Saint-Vaast-la-Hougue et la mer de la Manche, au sud par Crasville, au sud-ouest par Octeville-l'Avenel et Videcosville, à l'ouest par Teurthéville-Bocage et au nord par La Pernelle.
La commune est membre du parc naturel régional des Marais du Cotentin et du Bessin pour le territoire de la commune historique de Morsalines uniquement.

### Communes limitrophes
Les communes limitrophes sont  Crasville, La Pernelle, Octeville-l'Avenel, Saint-Vaast-la-Hougue, Teurthéville-Bocage et Videcosville.
| La Pernelle                      | La Pernelle | La Pernelle, Saint-Vaast-la-Hougue |
| Teurthéville-Bocage              | Quettehou   | Saint-Vaast-la-Hougue              |
| Videcosville, Octeville-l'Avenel | Crasville   | Mer de la Manche                   |

### Hydrographie
La commune est située dans le bassin Seine-Normandie. Elle est drainée par la Tortonne, le Vaupreux, le cours d'eau 01 de la Bijude, le cours d'eau 01 de la commune de Crashville, le cours d'eau 04 du Prieuré, le cours d'eau 05 de la commune de Crashville, le fossé 02 de la commune de Quettehou, le fossé 12 de la Fosse, le Godey, le ruisseau de Bersaud, le ruisseau d'Escarbosville et le ruisseau du Pladoy,,.

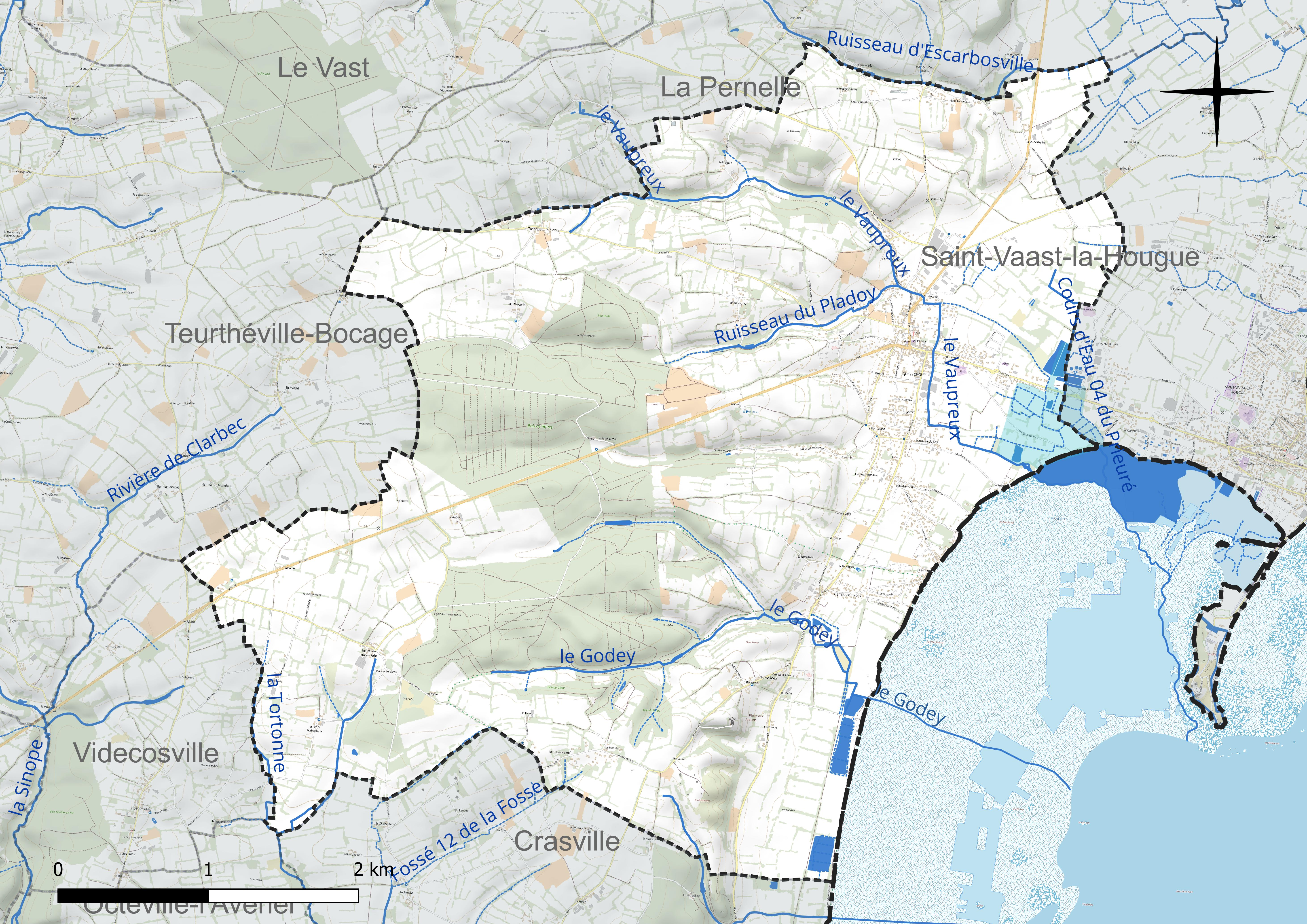
Réseau hydrographique de Quettehou.

Un plan d'eau complète le réseau hydrographique : le bassin d'épuration de la commune de Quettehou (0 ha),.

### Climat
Pour des articles plus généraux, voir Climat de la Normandie et Climat de la Manche.
En 2010, le climat de la commune est de type climat océanique franc, selon une étude du CNRS s'appuyant sur une série de données couvrant la période 1971-2000. En 2020, Météo-France publie une typologie des climats de la France métropolitaine dans laquelle la commune est exposée à un climat océanique et est dans la région climatique Normandie (Cotentin, Orne), caractérisée par une pluviométrie relativement élevée (850 mm/a) et un été frais (15,5 °C) et venté. Parallèlement le GIEC normand, un groupe régional d’experts sur le climat, différencie quant à lui, dans une étude de 2020, trois grands types de climats pour la région Normandie, nuancés à une échelle plus fine par les facteurs géographiques locaux. La commune est, selon ce zonage, exposée à un « climat maritime », correspondant au Cotentin et à l'ouest du département de la Manche, frais, humide et pluvieux, où les contrastes pluviométrique et thermique sont parfois très prononcés en quelques kilomètres quand le relief est marqué.
Pour la période 1971-2000, la température annuelle moyenne est de 10,9 °C, avec une amplitude thermique annuelle de 10,8 °C. Le cumul annuel moyen de précipitations est de 1 006 mm, avec 14,2 jours de précipitations en janvier et 7,2 jours en juillet. Pour la période 1991-2020, la température moyenne annuelle observée sur la station météorologique la plus proche, située sur la commune de Gatteville-le-Phare à 11 km à vol d'oiseau, est de 11,6 °C et le cumul annuel moyen de précipitations est de 866,7 mm,. Pour l'avenir, les paramètres climatiques de la commune estimés pour 2050 selon différents scénarios d’émission de gaz à effet de serre sont consultables sur un site dédié publié par Météo-France en novembre 2022.

## Urbanisme

### Typologie
Au 1er janvier 2024, Quettehou est catégorisée bourg rural, selon la nouvelle grille communale de densité à sept niveaux définie par l'Insee en 2022.
Elle appartient à l'unité urbaine de Saint-Vaast-la-Hougue, une agglomération intra-départementale regroupant deux  communes, dont elle est ville-centre,,. La commune est en outre hors attraction des villes,.
La commune, bordée par la Manche, est également une commune littorale au sens de la loi du 3 janvier 1986, dite loi littoral. Des dispositions spécifiques d’urbanisme s’y appliquent dès lors afin de préserver les espaces naturels, les sites, les paysages et l’équilibre écologique du littoral, tel le principe d'inconstructibilité, en dehors des espaces urbanisés, sur la bande littorale des 100 mètres, ou plus si le plan local d’urbanisme le prévoit.

## Toponymie
Le nom de la localité est attesté sous les formes Chetellehou en 1042,, Chetehol en 1080 et 1081, Chetehoil en 1080 et 1082, Chetehulmum en 1066 et 1083 (Lucien Musset), Ketelhou en 1214, Kethehou en 1214.
L'explication du premier élément Quette- par l'anthroponyme scandinave Ketíll emporte l'adhésion de tous les toponymistes modernes,,. Il se perpétue dans les noms de familles normands Quétil, Quétel et Quétier.
En revanche, si la plupart des sources s'accordent pour voir dans l'élément -hou un appellatif anglo-saxon hōh, variante hō « talon », puis « promontoire en forme de talon, dominant la plaine ou la mer ; escarpement rocheux, rivage abrupt », ou encore « légère élévation »,, seul René Lepelley considère qu'il s'agit du vieux norrois holmr « île, îlot », en se basant dans ce cas, sur une forme unique et plus tardive Chetehulmum, il suppose donc que dans les formes Chetehol et Chetehoil, le m final a chuté.
Remarque : holmr utilisé comme second élément d'un toponyme a régulièrement abouti à -homme / -onne, comme dans Robehomme (Calvados ; Raimberti Hulmus 1083, Ramberti Hulmus 1149) ; Suhomme, ancien hameau à Varaville (Calvados, Suhomme 1753/1785) ; les Échommes, hameau à Saint-Senier-sous-Avranches (Manche, Eschehoume 1517) ; Engehomme (Eure, Engo homme sans date) , nom d’une île de la Seine devant Martot ; les communes de Grand-Couronne et Petit Couronne (Seine-Maritime, Corhulma 1032/1035 , Corone 1261/1270). En revanche, les formes en -hou sont strictement parallèles à l'emploi de l'anglo-saxon hōh dans la toponymie anglaise, devenu -hoo, -hoe ou -(h)ow, comme dans Northoo (Suffolk) ; Poddinghoo (Worcestershire) ; Millhoo (Essex) ; Fingringhoe (Essex) ; Rainow (Cheshire), etc.
Le gentilé est Quettehouais.

## Histoire
Un projet de commune nouvelle a été étudié en 2015 avec les communes de Crasville, Morsalines et Videcosville mais refusé par ces trois dernières. Un nouveau projet est proposé avec seulement la commune de Morsalines en 2018. Après un vote défavorable à Morsalines le 6 septembre (six voix contre, trois pour), la maire Sandrine Mouchel-Revert avait décidé d'envoyer sa lettre de démission mais le conseil de Morsalines s'est à nouveau réuni le 20 septembre avec l'approbation du projet (six voix pour, deux contre et une abstention). L'arrêté préfectoral de création de la commune nouvelle de Quettehou a été signé le 20 décembre 2018 pour une fusion effective au 1er janvier 2019, les anciennes communes de Morsalines et Quettehou deviennent des communes déléguées,.

## Politique et administration

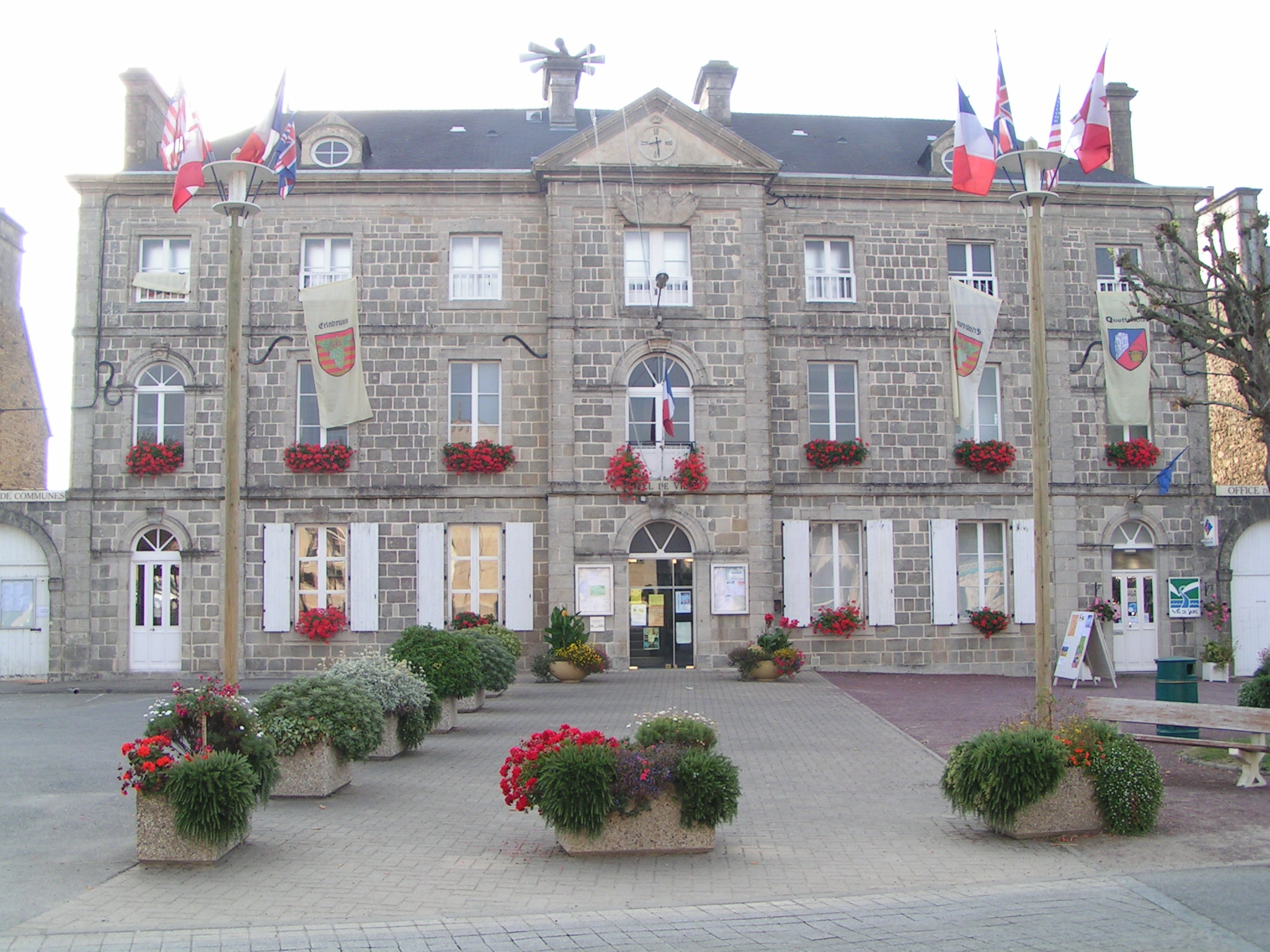
La mairie.

### Rattachements administratifs et électoraux

#### Rattachements administratifs
La commune nouvelle  se trouve depuis sa création dans l'arrondissement de Cherbourg du département de la Manche.
Pour les élections départementales, la commune fait partie depuis 2014 du canton de Val-de-Saire.
Pour l'élection des députés, elle fait partie de la quatrième circonscription de la Manche.

### Intercommunalité
Quettehou  est membre de la communauté d'agglomération du Cotentin, un établissement public de coopération intercommunale (EPCI) à fiscalité propre créé en 2017 et auquel la commune avait transféré un certain nombre de ses compétences, dans les conditions déterminées par le code général des collectivités territoriales.

### Administration municipale
La commune nouvelle a été administrée, de sa création au premier renouvellement des conseils municipaux, par un conseil municipal comprenant  l'ensemble  des membres des conseils municipaux des communes historiques de Morsalines et de Quettehou soit 28 élus. Depuis le premier renouvellement des conseils municipaux en 2020, le conseil municipal est composé de 23 élus dont le maire et 3 adjoints.

### Liste des maires
| Période      | Période                        | Identité           | Étiquette | Qualité                                                                                               |
| ------------ | ------------------------------ | ------------------ | --------- | --- |
| janvier 2019 | octobre 2023                   | Jean-Pierre Lemyre |           | Major de gendarmerie retraité Maire de l'ancienne commune de Quettehou (2008 → 2018) Mort en fonction |
| octobre 2023 | En cours (au 30 novembre 2023) | André Lefévre      |           | Retraité de la fonction publique                                                                      |

### Jumelages
Quettehou est jumelée avec :
- Erlabrunn (Allemagne).

## Population et société

### Démographie
La population des anciennes communes puis de la commune nouvelle est connue par les recensements menés régulièrement par l'Insee. Ces chiffres concernent le territoire de l'actuelle commune nouvelle.
En 2025, la commune nouvelle comptait 1 798 habitants.
| 1968  | 1975  | 1982  | 1990  | 1999  | 2009  | 2014  | 2020  |
| ----- | ----- | ----- | ----- | ----- | ----- | ----- | ----- |
| 1 296 | 1 311 | 1 520 | 1 623 | 1 681 | 1 786 | 1 788 | 1 773 |

### Sports et loisirs
En 2015, le Football Club du Val de Saire fait évoluer deux équipes de football en divisions de district.

## Culture locale et patrimoine

### Lieux et monuments

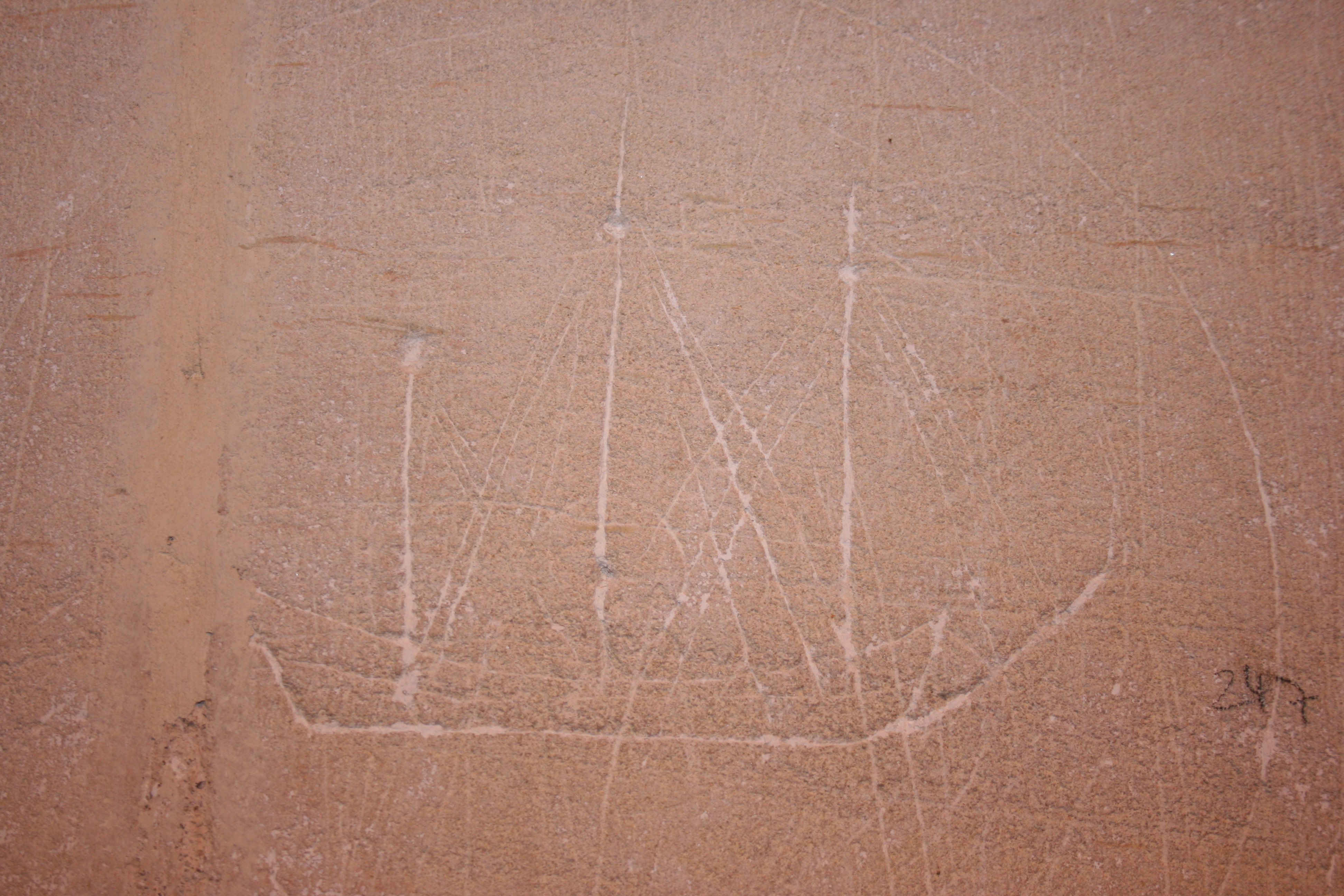
Graffiti marin dans l'église de Quettehou.

- L'église Saint-Vigor, dédiée à l'évêque de Bayeux du même nom. Elle fut bâtie au XIIe et terminée au XIIIe siècle. Le clocher fut construit de 1485 à 1498. À l'entrée du chœur se trouve une chapelle bâtie entre 1612 et 1616 en l'honneur de saint Jean-Baptiste. Cette chapelle est maintenant dédiée à la « bienheureuse Mère Placide Viel » (1815-1877) qui a été béatifiée dans la basilique Saint-Pierre de Rome le 6 mai 1951. Sur les piliers du bas-côté se trouvent de nombreux graffitis datant de la bataille de la Hougue. L'église dépend aujourd'hui de la paroisse Sainte-Thérèse-du-Val-de-Saire qui fait partie du doyenné de Valognes-Val-de-Saire. Elle fait l'objet d'un classement au titre des monuments historiques depuis le 11 octobre 1971[48]. Un christ en croix des environs de 1600 et une statue de sainte Anne du XVIIe sont classées au titre objet[49],[50].
- L'église Notre-Dame de Morsalines datant du XIe ou XIIe siècle, mais a été modifié au XVIIe. L’église est inscrite aux monuments historiques depuis 1994[51].
- Chapelle Notre-Dame d'Isamberville.
- La Halle aux grains. Construite vers 1865, elle sert actuellement de salle des fêtes.
- La gare de Quettehou, devenue une école, et la halte de Morsalines, devenue une habitation privée, étaient situées sur l'ancienne ligne de Valognes Montebourg à Saint-Vaast et à Barfleur (déclassée). Le tracé de la voie est encore partiellement visible.

### Personnalités liées à la commune
- Placide Viel (1815-1877), en religion Mère Placide, bienheureuse catholique, née dans un hameau de la commune.
- Antoine Guillemet (1841-1918), Paysagiste rattaché à l'école de Barbizon, un proche du cercle des impressionnistes a représenté de nombreuses fois la baie de Morsalines.
- Adolphe La Lyre 1848-1933), peintre français, a produit quelques tableaux représentant le rivage de Morsalines.
- Gérard Gosselin (1933-2023), artiste peintre, graveur et lithographe français, y est né.

### Héraldique
| Blason à dessiner | Blason  | Taillé : au 1er d'azur à l'église du lieu d'argent mouvant du trait de partition, au 2e de gueules au chaudron d'or. |
| Blason à dessiner | Détails | Le chaudron est probablement à rapprocher du nom de la ville attesté Ketelhou au XIIIe siècle et comportant l'anthroponyme scandinave Ketill signifiant "chaudron". Adopté en 1984.                                                                      |
| Blason à dessiner | Alias   | D'argent à l'aigle de gueules becquée et armée d'or, à la bordure de sable chargée de douze besants aussi d'or. Ce blason est emprunté aux armoiries de la famille de Mons (subsistante), seigneurs de Thybosville à Quettehou aux XVIe – XVIIe siècles. |

## Pour approfondir